# Церахто Дмитро Валерійович
Дмитро Валерійович Церахто (1997—2023) — молодший сержант Збройних Сил України, учасник російсько-української війни, який загинув у ході російського вторгнення в Україну. Герой України (2023, посмертно).

## Життєпис
Народився 22 червня 1997 у смт Сартана Донецької області. Мешкав у Харкові. Закінчив Харківський національний університет будівництва й архітектури. Працював у одній з будівельних фірм Харкова інженером-спеціалістом з металобетонних конструкцій. Захоплювався грою на гітарі, силовими видами спорту, цікавився історією.
З початком російського вторгнення в Україну вступив до лав тероборони міста Києва, потім був переведений до ССО «Азов», яку згодом було переформатовано в 3-тю окрему штурмову бригаду. Брав участь у звільненні Ірпеня та Гостомеля; Херсонщини, згодом виконував бойові завдання на запорізькому напрямку, а з січня 2023 року був направлений до Бахмута. У 3-ій ОШБр був головним сержантом, заступником командира відділення 3-ї роти; до його обов'язків входила підготовка бійців.
16 січня 2023 року виконував бойове завдання поблизу Бахмута. Під час ворожого штурму позицій сусіднього підрозділу Дмитро Церахто разом із двома побратимами рушили їм на допомогу. Дмитро з побратимами не лише втримали оборону, а й почали контратакувати ворога. У результаті було знищено щонайменше 13 противників. Під час стрілецького бою одна з куль завдала Дмитрові смертельного поранення в шию, ушкодивши артерію.
Похований у Києві на Лісовому кладовищі. 
Залишилися батьки, сестра.

## Нагороди
- Звання Герой України з удостоєнням ордена «Золота Зірка» (5 грудня 2023, посмертно) — за особисту мужність і героїзм, виявлені у захисті державного суверенітету та територіальної цілісності України, самовіддане служіння Українському народові[5].